# Gnagna (tỉnh)
Gnagna là một trong 45 tỉnh của Burkina Faso trong vùng Est. Tỉnh lỵ là Bogandé. Dân số Gnagna năm 2006 là 407.739 người.
Gnagna được chia thành 7 tổng:
| Tổng             | Thủ phủ   | Dân số (Điều tra năm 2006) |
| ---------------- | --------- | -------------------------- |
| Bilanga (tổng)   | Bilanga   | 92.667                     |
| Bogandé (tổng)   | Bogandé   | 82.892                     |
| Coalla (tổng)    | Coalla    | 43.370                     |
| Liptougou (tổng) | Liptougou | 41.807                     |
| Manni (tổng)     | Manni     | 68.293                     |
| Piéla (tổng)     | Piéla     | 55.672                     |
| Thion (tổng)     | Thion     | 23.038                     |